# Osama al-Juwaili
Major-general Osama al-Juwaili (em árabe: أسامة الجويلي) é um oficial militar líbio que serviu como Ministro da Defesa no governo de Abdurrahim El-Keib, primeiro-ministro interino da Líbia. Desde a formação do Governo do Acordo Nacional em 2015, al-Juwaili atuou como comandante superior, sendo desde 2017 comandante da Zona Militar Ocidental. Em 6 de abril de 2019, tornou-se comandante da sala de operações conjuntas, criada pelo primeiro-ministro Fayez al-Sarraj para coordenar as operações militares desde o início da ofensiva de 2019 na Líbia Ocidental.
Lutou na Primeira Guerra Civil Líbia contra o governo de Muammar Gaddafi. Imediatamente antes da sua nomeação, em 22 de novembro de 2011, as Brigadas de Zintane de Juwali, um bando de combatentes anti-gaddafistas baseado em Zintan, nas Montanhas Nafusa, na Líbia, localizou e capturou Saif al-Islam Gaddafi, um dos filhos mais proeminentes do ex-líder líbio, no Deserto Líbio. Diz-se que al-Juwaili alinhou-se com o Conselho Revolucionário de Trípoli liderado por Abdullah Naker, que alertou numa entrevista em 18 de Novembro que os seus homens poderiam derrubar o governo mesmo antes de este ser nomeado caso não cumprisse as suas exigências de representação.
Em agosto de 2022, Juwaili esteve envolvido na tentativa fracassada de Fathi Bashagha de tomar Trípoli e derrubar o governo de Abdul Hamid Dbeibeh, reconhecido pela ONU.